# اسناد پاناما
اسناد پاناما (انگلیسی: Panama Papers) مجموعه‌ای از ۱۱٫۵ میلیون سند محرمانه از دفتر وکالت موساک فونسکا (یکی از پنهان‌کارترین شرکت‌های اقتصادی جهان) است که توسط منبعی ناشناس به روزنامه آلمانی‌زبان زوددویچه تسایتونگ رسیدند. این اسناد که دوره‌ای ۴۰ ساله را پوشش می‌دهند، شامل ۲۱۴٬۰۰۰ صفحه سند در ارتباط با پولشویی، فرار مالیاتی و دور زدن تحریم‌های بین‌المللی هستند. اسناد پاناما حاوی نام شرکت‌ها و هویت اصلی مالکین و مدیران تراست‌ها است. اسناد یادشده نشان می‌دهند که چگونه این شرکت به مشتریان خود کمک می‌کرده تا پولشویی کنند، تحریم‌ها را دور بزنند و مالیات نپردازند. از مجموع این ۱۱٫۵ میلیون سند، حدود ۴٫۸ میلیون مورد از آن‌ها را ایمیل، ۳ میلیون مورد را اسنادی با فرمت پایگاه‌های داده، ۲ میلیون مورد را پی‌دی‌اف، یک میلیون مورد را عکس و ۳۲۰ هزار مورد را متن تشکیل می‌دهد. از این افشاگری به عنوان «بزرگترین افشای فساد مالی سیاستمداران جهان» و «بزرگترین نشت اطلاعاتی تاریخ» یاد شده‌است.
نام افرادی نیز در این اسناد دیده می‌شود که با کشورهای تحت تحریم همچون کره شمالی، روسیه، سوریه و زیمبابوه معامله داشته‌اند.

## نحوه انتشار اسناد
در حدود یک سال پیش، یکی از کارمندان شرکت موساک فونسکا با روزنامه آلمانی زوددویچه تسایتونگ تماس می‌گیرد و پیشنهاد می‌کند بدون هیچ پاداش یا پولی اسنادی را در اختیار این روزنامه قرار خواهد داد و تنها در قبال این کار از این روزنامه اطمینان می‌گیرد که هویت و نام وی افشا نشود. انگیزه این افشاگر علنی کردن این جرایم بود. بعد از آن روزنامه آلمانی اقدام به در اختیار گذاشتن این اسناد با روزنامه‌نگاران و همچنین کنسرسیوم بین‌المللی روزنامه‌نگاران تحقیقی می‌کند. تحقیق بر روی اسناد و استخراج محتوی آن‌ها در ژوئن سال ۲۰۱۵ آغاز شد و ۹ ماه به طول می‌انجامد.

## محتوای افشاگری‌ها
محتوای اسناد افشا شده در ارتباط با فعالیت ۴۰ سال اخیر شرکت موساک فونسکا (Mossack Fonseca) است که در این مدت به مشتری‌های خود برای پولشویی و فرار مالیاتی از طریق ۲۱۴ هزار مؤسسه در دنیا کمک می‌کرده‌است. این اسناد در شامل اطلاعاتی دقیق در مورد چهره‌های سیاسی فعلی و سابق و برخی شخصیت‌های شناخته شده از جمله ورزشی و تلاش‌های آن‌ها برای مخفی نگاه داشتن دارایی‌ها یا پولشویی است. قدیمی‌ترین اطلاعات موجود در این اسناد به سال ۱۹۷۷ برمی‌گردد و تا دسامبر سال ۲۰۱۵ را شامل می‌شود. بخش عمده‌ای از اسناد منتشر شده ایمیل است، اما در میان آن‌ها تصویر قرارداد و گذرنامه هم دیده می‌شود.

### حجم اطلاعات افشا شده
منبعی که این اسناد را در اختیار روزنامه آلمانی قرار داده در مورد حجم آن گفته‌است: بیش از آنچه تا به حال دیده‌اید
وی از پایگاه داده بین‌المللی موساک فونسکا بیش از ۱۱٫۵ میلیون سند به حجم ۲٫۶ ترابایت را استخراج و افشا نموده که بسیار بزرگ‌تر از افشاگری سال ۲۰۱۰ و ۲۰۱۳ در مورد جاسوسی‌های گسترده ایالات متحده است. (برای مقایسه: ویکی لیکس ۷ / ۱ گیگا بایت سند بود).
اسناد مربوط به تأسیس ۲۱۴ هزار شرکت فرامرزی از سال ۱۹۷۷ تا ۲۰۱۵ توسط فردی ناشناس فاش شده‌اند. این شرکت‌ها در دفتر وکالت موساک فونسکا در پاناما به ثبت رسیده‌اند. حجم اسناد افشاشده به اندازه‌ای زیاد است که روزنامه زوددویچه تسایتونگ از «کنسرسیوم بین‌المللی روزنامه‌نگاران تحقیقی» برای بررسی اسناد کمک خواسته‌است. در حال حاضر ۴۰۰ روزنامه‌نگار از ۱۰۰ روزنامه و شبکه رسانه‌ای از ۸۰ کشور جهان در حال بررسی اسناد پاناما هستند که نتایج آن به‌مرور منتشر خواهد شد.

## افشاگر اسناد
منبع افشای اسناد پاناما که ناشناخته مانده، برای نخستین‌بار سکوتش را در ۷ می ۲۰۱۶ شکست و گفت که اگر به او مصونیت قضایی داده شود، حاضر است با نهادهای قضایی همکاری کند تا متخلفان پی‌گرد شوند. این فرد با نام مستعار جان دو در یک بیانیه ۱۸۰۰ واژه‌ای توضیح داده‌است که هیچ‌گاه برای دستگاه‌های جاسوسی یا دیگر نهادهای دولتی کار نکرده‌است و «نابرابری در درآمد» از انگیزه‌های او برای این افشاگری بوده‌است. نویسنده این بیانیه با عنوان «انقلاب، دیجیتالی می‌شود»، نوشته‌است: «بانک‌ها، وضع‌کنندگان مقررات مالی و دستگاه‌های مالیاتی، کم گذاشته‌اند. تصمیم‌هایی گرفته شده‌است که چشم بر ثروتمندان می‌بندد و به جای آن، مو از ماست شهروندانی کشیده‌است که درآمد کم یا متوسط دارند. مبتنی بر این مدارک، می‌توان هزاران پرونده قضایی به راه انداخت به شرطی که نهادهای قانونی بتوانند به اصل این مدارک دست پیدا کنند و آن‌ها را ارزیابی کنند.»
با این حال او افزوده‌است که «کنسرسیوم بین‌المللی روزنامه‌نگاری تحقیقی و رسانه‌هایی که در این باره همکاری کردند، به‌درستی گفته‌اند که اصل این مدارک را به نهادهای قانونی نمی‌دهند. با این حال من حاضرم تا جایی که می‌توانم با نهادهای قانونی همکاری کنم. افشاگران مشروع که خطاهای غیرقابل‌انکاری را فاش می‌کنند، چه از درون حکومت‌ها باشند و چه از بیرون، سزاوار مصونیت از مجازات هستند. دیدگاه من، کاملاً از خودم است و تصمیم من برای این که اسناد پاناما را در اختیار رسانه‌ها بگذارم، نه به خاطر یک قصد سیاسی بلکه به این خاطر بود که به حجم بی‌عدالتی روایت‌شده در این مدارک پی بردم.»

## بیانیه شرکت موساک فونسکا
«با این که ما قربانی یک نقص در سیستم ذخیره اطلاعاتمان شده‌ایم اما چیزی که از این نقص حاصل شده‌است (اسناد پاناما) نشان نمی‌دهد که ما مرتکب کاری غیرقانونی شده‌ایم.»

## ارتباط با ایران
روزنامه آلمانی زوددویچه تسایتونگ مدعی شده‌است شرکت‌های ایرانی ذکر شده در اسناد پاناما متعلق به دولت ایران بوده‌اند. بیشتر این معاملات مربوط به قراردادهای نفتی بوده‌است. در این اسناد تنها نام شرکت پتروپارس (از شرکت‌های تابعه وزارت نفت ایران) ذکر شده‌است، که با شرکت موساک فونسکا ارتباط داشته‌است.

## اسامی ایرانیان اسناد پاناما[۸]
- سردار سرتیپ پاسدار " فرهاد یعقوبی قزوینی "[۹]
- سید محمد حسین موسوی خلخالی
- بهروز مختاری
- علی اکبر بهرامی
- بهروز مشهدی
- فضل الله وکیلی فرد
- اصغر جلیل پور
- بهروز ناصر بهزادی
- نادر مقصودی
- شمعون اشکو
- نصرت الله صیفی
- مرتضی ایمانی
- علیرضا اتحادیه
- سمانه حضرتی آشتیانی
- علی اصغر قربانی
- حبیب الله سرچمی
- مهدی آشور
- هوتن شریفی نیا

## شرکت‌های ثبت شده
در رتبه نخست کشورها و شهرهایی که شهروندانشان در پاناما، سرمایه‌گذاری کرده‌اند، نام هنگ‌کنگ قرار دارد. ۲۲۱۲ شرکت از این منطقه در پاناما فعال بوده‌اند، از انگلستان ۱۲۲۳ شرکت و از آمریکا ۶۱۷ شرکت در فهرست اسناد نشت‌یافته از شرکت موساک فونسکا قرار دارند، از پاناما نام ۵۵۸ شرکت در میان اسناد وجود دارد، ۴۴۴ شرکت از گوآتمالا، ۴۰۵ شرکت از لوکزامبورگ، ۴۰۳ شرکت از برزیل، ۳۲۴ شرکت از اکوادور و ۲۹۸ شرکت از اروگوئه هم هستند. با راه‌اندازی این شرکت‌ها که خیلی‌هایشان تنها روی کاغذ وجود دارند و فقط با وجود یک آپارتمان و چند صد دلار ناقابل تأسیس شده‌اند، امکان جابه‌جایی پول به صورت گسترده فراهم می‌شود تا کسی به منشأ پول‌ها شک نکند و امکان پنهان‌کردن این که این پول‌ها در واقع از راه چه تجارتی حاصل شده‌اند فراهم شود.

## واکنش‌ها
جهان در شوک افشاگری اخیر از صدها پرونده پولشویی و فرار مالیاتی است. با افشای اوراق پاناما، بسیاری از دولت‌های جهان روز دوشنبه (۴ آوریل/ ۱۶ فروردین) فوراً خبر دادند که تحقیقات دربارهٔ تخلفات مالی احتمالی سیاستمداران، چهره‌ها و افراد ثروتمند کشورهای خود را آغاز کرده‌اند. بخشی از کشورهای جهان نیز واکنش منفی به گزارش‌های منتشر شده نشان داده‌اند.
- روسیه: سخنگوی ولادیمیر پوتین هدف از انتشار اسناد پاناما را تقویت «پوتین‌هراسی» در جهان خوانده‌است. کاخ کرملین اعلام کرد که اسناد منتشر شده شامل هیچ‌چیز قطعی و جدیدی نمی‌شود.[۱۰]
- ایالات متحده آمریکا: باراک اوباما، رئیس‌جمهور ایالات متحده آمریکا، در سخنانش دربارهٔ وضع اقتصاد، گفت که اسناد پاناما، نشان‌دهنده مشکل فساد و گریز از مالیات است. او گفت که ایالات متحده بانک‌ها را ملزم خواهند کرد که افراد پشت بنگاه‌های صوری را شناسایی کنند. اقدامات دولتِ او کمک خواهد کرد که بهتر بتوان مطمئن شد که همه، مالیاتشان را می‌دهند.

## چهره‌های سرشناس متهم
این سندها اطلاعاتی دقیق از دارایی‌های مخفی ۷۲ سیاستمدار فعلی و سابق یا وابستگان آن‌ها را شامل می‌شود که نشان می‌دهد این افراد، چگونه از شرکت‌های جعلی برای مخفی‌سازی این دارایی‌ها استفاده نموده‌اند. نخست‌وزیر پاکستان نواز شریف، رئیس‌جمهور اوکراین پترو پروشنکو، پادشاه عربستان سعودی، وابستگان بشار اسد، نخست‌وزیر ایسلند و نزدیکان ولادیمیر پوتین افراد سرشناس این فهرست است. در مجموع گفته می‌شود که نام ۱۲۸ سیاستمدار و چهره برجسته غیر سیاسی در این اسناد وجود دارد.
سیگموندور گونلاگسون نخست‌وزیر ایسلند در ۵ آوریل ۲۰۱۶ پس از افشای این اسناد از سمت خود استعفا داد.
از دیگر چهره‌های سرشناسی که درین بین مشاهده می‌شوند لیونل مسی و پدرش هستند. مسی پرونده‌ای نیز راجع به فرار مالیاتی در دادگاه اسپانیا دارد.